# Fernando Mario Chávez Ruvalcaba

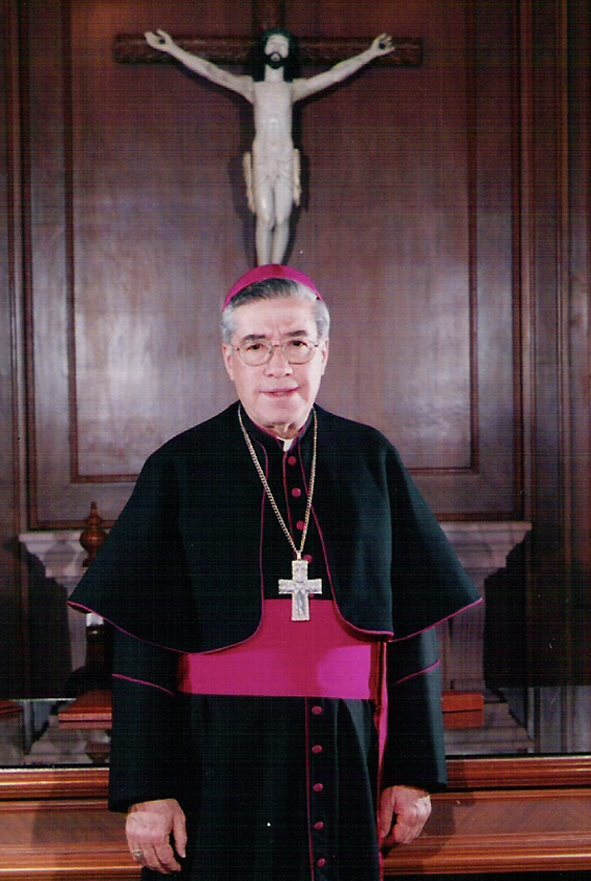
Bischof Fernando Chávez Ruvalcaba (2015)

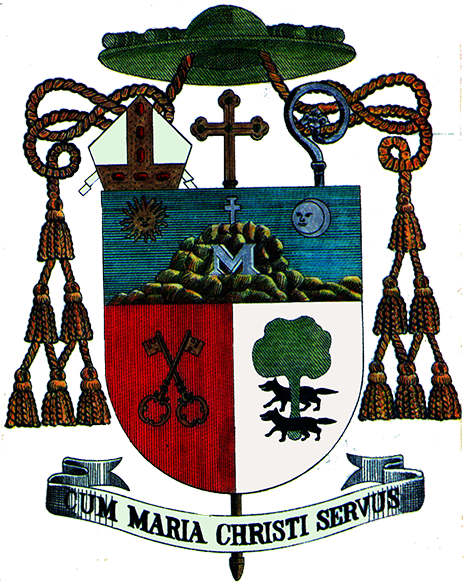
Bischofswappen von Fernando Mario Chávez Ruvalcaba

Fernando Mario Chávez Ruvalcaba (* 30. November 1932 in Zacatecas; † 15. September 2021 ebenda) war ein mexikanischer Geistlicher und römisch-katholischer Bischof von Zacatecas.

## Leben
Fernando Mario Chávez studierte Philosophie am Priesterseminar in Zacatecas und Katholische Theologie an der Päpstlichen Universität Gregoriana in Rom. Am 23. Dezember 1961 empfing Chávez Ruvalcaba in Rom durch den Sekretär der Kongregation für außerordentliche Aufgaben der Kirche, Kurienerzbischof Antonio Samorè, das Sakrament der Priesterweihe für das Bistum Zacatecas. Nach weiterführenden Studien erwarb er an der Päpstlichen Universität Gregoriana Lizenziate in den Fächern Philosophie und Spirituelle Theologie. Während seiner Studienzeit in Rom war er Alumne des Päpstlichen lateinamerikanischen Kollegs „Pius“.
Danach kehrte Fernando Mario Chávez in seine Heimat zurück und war dort zunächst als Ausbilder am Priesterseminar in Zacatecas tätig, bevor er am 27. August 1964 Spiritual am Kleinen Seminar und Rektor der Kirche Niño Jesús in Zacatecas sowie Kaplan und Beichtvater der Oblatinnen von San José wurde. Ab 8. Oktober 1964 war er zudem Assistent des Assessors des Movimiento Familiar Cristiano. Von 1966 bis 1988 wirkte Chávez Ruvalcaba als Spiritual am Priesterseminar in Zacatecas. Außerdem lehrte er in dieser Zeit am Priesterseminar Dogmatik, Philosophie und Philosophiegeschichte. Ferner war er ab 1974 Kaplan des Klarissenkonvents in Zacatecas und ab 1976 Kaplan der Kolumbusritter im Bistum Zacatecas. 1988 wurde Fernando Mario Chávez Ruvalcaba Generalvikar des Bistums Zacatecas sowie Generalsekretär der Diözesankurie, Zeremoniar und Domherr an der Kathedrale von Zacatecas. 1990 war er regionaler Verantwortlicher für die Planungen des Besuchs von Papst Johannes Paul II. in Mexiko. Chávez Ruvalcaba wurde am 7. Januar 1997 Diözesanadministrator des Bistums Zacatecas.
Am 20. Januar 1999 ernannte ihn Papst Johannes Paul II. zum Bischof von Zacatecas. Der Apostolische Nuntius in Mexiko, Erzbischof Justo Mullor García, spendete ihm am 20. März desselben Jahres im Plaza de Toros Monumental in Zacatecas die Bischofsweihe; Mitkonsekratoren waren Kurienerzbischof Javier Lozano Barragán, Präsident des Päpstlichen Rates für die Pastoral im Krankendienst, und Rafael Muñoz Núñez, emeritierter Bischof von Aguascalientes. Fernando Mario Chávez Ruvalcaba wählte den Wahlspruch Cum Maria Christi Servus („Mit Maria, der Dienerin Christi“).
In der Mexikanischen Bischofskonferenz war Chávez Ruvalcaba Mitglied der Kommissionen für das Laienapostolat, für die liturgische Pastoral und der gemischten Kommission der Mexikanischen Bischofskonferenz und der Konferenz der höheren Ordensobereren in Mexiko sowie Mitglied der Abteilung für die soziale Versorgung des Klerus. Ferner fungierte er stellvertretender Repräsentant der Pastoralregion Südpazifik. Später war Fernando Mario Chávez Ruvalcaba Präsident der bischöflichen Abteilung für die Pastoral an den Heiligtümern und Verantwortlicher für die pastorale Dimension der Katechese in der Kommission für die prophetische Pastoral.
Am 8. Oktober 2008 nahm Papst Benedikt XVI. sein aus Altersgründen vorgebrachtes Rücktrittsgesuch an. Danach wirkte Fernando Mario Chávez als Seelsorger in der Pfarrei Los Sagrados Corazones in Guadalupe. Chávez Ruvalcaba starb im September 2021 an den Folgen von COVID-19. Er wurde in der Krypta der Kathedrale von Zacatecas beigesetzt.